# Lisandro Meza
Lisandro Meza Márquez (El Piñal, Sucre, 26 de septiembre de 1937 - Sincelejo, Sucre, 23 de diciembre de 2023) fue un cantante de cumbia, música tropical, compositor y acordeonista colombiano, conocido con los apodos: El Macho de América, El Rey sin corona y El Sabanero Mayor.
En sus más de cincuenta años de carrera musical grabó alrededor de 110 discos en diferentes ritmos: cumbia, porro, paseo y vallenato.

## Trayectoria
Desde 1954 empezó a cantar en la finca de su padre La Armenia, demostrando además su facilidad para interpretar varios instrumentos como el acordeón, el piano, la guitarra, el bajo, el tiple, el cuatro, la tumbadora, caja y la gaita. Aprovechaba las ausencias del capataz de la finca para utilizar su acordeón. En una fiesta organizada por su padre para los trabajadores, Lisandro fue el centro de la fiesta tocando canciones populares como La hija de Amaranto, Cumbia cienaguera y El Alto del Rosario. Este hecho marcó el comienzo en firme de su carrera como acordeonero y cantante.
En 1959 compuso el paseo El Saludo, canción que lo hizo muy popular. Posterior a este le siguieron otros éxitos como La gorra no se me cae (1963), La miseria humana (1976), Entre Rejas (1977), El guayabo de la ye (1978), Baracunatana (1981) y Estás pillao (1982), entre otras canciones que en su mayoría se convirtieron en parte del folclor colombiano y son comunes en el conjunto musical Los Corraleros de Majagual desde 1961, con quienes participó en canciones como Suéltala pa que se defienta, Hace un mes, La flaca de Vitola, entre otras. Sin embargo, en 1965 formalizó su propio conjunto para amenizar bailes y fiestas tradicionales. Sin embargo continuó integrando el grupo de Los Corraleros bajo la dirección de Manuel Cervantes y como acordeonista titular.
Su primera participación en el Festival de la Leyenda Vallenata fue en 1969, donde no ocupó una posición destacada pero fue aclamado por el público; ganándose el sobrenombre de El Rey sin corona (en dicho festival el ganador obtiene el título de Rey Vallenato, por decisión del jurado) que a la postre él lo convertiría en tema de una canción. En de 1975 se volvió a presentar, ocupando el segundo lugar. En 1978 fue galardonado como Rey Sabanero del Acordeón en un certamen de vallenato realizado en Sincelejo.
En 1975 le puso son con nombre La miseria humana a un poema conocido como “La gran miseria humana” o “Laurina Palma” del poeta Gabriel Escorcia Gravini, 1892 a 1920, conocido como  “El poeta del cementerio”.
Sus temas son ampliamente populares en países vecinos a Colombia, como el Perú donde el grupo peruano de cumbia estilo acordeón, el "Cuarteto Continental" obtuvo licencia por parte de Alberto Maraví para regrabar a través de INFOPESA del Perú varios de sus temas con cantantes y músicos reconocidos del país Inca en 1985 mezclados en sus famosas "cumbias pegaditas" unos de sus temas "Cumbia de oriente" fue regrabado por el Cuarteto Continental por el más prolífico cantante peruano Julio Mau, las portadas de los discos peruanos de INFOPESA (Industria Fonográfica Peruana, Sociedad Anónima) muestran en la parte trasera una fotografía entre el productor peruano Alberto Maraví y Lisandro Meza. 
Su éxito ha llegado a varios lugares de centro y Norteamérica, particularmente México donde tiene un reconocimiento entre los "sonideros" y la gente aficionada a la música tropical, a través de la disquera mexicana Discos Musart llegó a colocar con gran éxito en la radio mexicana temas como "Sal y Agua" que es interpretada incluso por grupos de "música norteña" mexicana, además de haber compuesto temas dedicados a México como "Cumbia del amor" donde prosa la letra en voz de Lisandro "¡Acapulco, esta es tu cumbia!, ¡cumbia, cumbia mexicana, de Colombia, con mucho sabor!" en referencia a la ciudad turística más famosa de México, sus temas fueron programados reiteradamente en la Ciudad de México en las desaparecidas estaciones de radio "La tropi Q" del 92.9 FM de la capital azteca en los 80 y "Radio Ai la catedral de la música tropical" en los 90, así como "Sabrosita 590" de AM y sus repetidoras en el país, logrando no solo consolidarse con sus temas de cumbia, sino también con Vallenatos y Paseos Sabaneros. Su tema más escuchado en 1994 en México fue "Mi Razón de Ser" colocado en altos hits de popularidad a través de "Balboa Records" subsidiaria de Musart, tema del cual, el grupo mexicano de la Ciudad de Monterrey "La tropa Vallenata" regrabó el mismo también con gran éxito, así como "La tropa Colombiana" también de esa ciudad norteña. Sus temas son ampliamente populares a la fecha en el país del norte. 
Meza es conocido recientemente por las nuevas generaciones en Colombia por canciones populares y polémicas como Niño Majadero (también famosa en México), El hijo de Tuta (Versión de la canción "El jornalero" original de Octavio Meza), El macho y Para político no; en las que mezcla el doble sentido con el sentir popular y algunos hechos nacionales. Puntualmente El hijo de Tuta es una burla a los jefes o patrones mandones y que mal pagan a sus empleados, llamándolos hijuetuta en una analogía a la palabra vulgar. La canción Para político no la compuso a raíz de los escándalos por parapolítica de Colombia, en la que también prima el doble sentido y la burla a la desprestigiada clase política colombiana.

## Fallecimiento
Falleció en la tarde del 23 de diciembre del 2023, producto de una isquemia cerebral, además de que durante su vida padeció de varios males como un cáncer de próstata que pudo superar y aunado a su problema de diabetes tipo 2 que causaron más complicaciones, causando gran pesar en la familia musical latinoamericana.

## Álbumes
- Cocacolo Cabellón (1957)
- El Tigre del Acordeón (1960)
- Mosaico Del Acordeón (1960)
- Algería Sabanera (1964)
- El Ritmo del Acordeón (1965)
- Fiesta Sabanera (1967)
- Upa Je (1969)
- Rey Sin Corona (1969)
- Siguen las Fiestas (1970)
- Salsita Mami (1970)
- En Nueva York (1970)
- El Grande (1971)
- El Chacho Del Acordeón (1971)
- La Hija de Amaranto (1972)
- El Brujo del Acordeón (1972)
- El Accordion Pitador De Lisandro Meza (1973)
- El Negrito (1973)
- El Dios Cantor (1974)
- El Campeón Mundial del Acordeón (1975)
- La Hija de Amaranto (1975)
- El Burro Leñero (1976)
- La Botella Picomocho (1977)
- Lisandro 78 (1978)
- El Inocente (1978)
- El Sabanero (1978)
- Sigo Pa' Lante (1979)
- El León Del Acordeón (1980)
- El Muchacho Alegre (1980)
- Canción para una Muerte Anunciada (1981)
- De Tal Palo Tal Astilla (1982)
- Lejanía (1982)
- ¡Riiico...! (Rico) (1983)
- Solo Cumbias (1983)
- Estás Pillao (1983)
- ¿Y la Plata Que? (1984)
- Mi Carrito (1985)
- El Sabroso (1986)
- Alejo Y Yo (1986)
- La Lay Del Ta (1986)
- Lisandro Mezacladito (1986)
- Grandes Éxitos con... Lisandro Meza y Su Conjunto (1986)
- Mezacladito Vol. 2 (1987)
- El Sabanero Mayor (1987)
- ¡Aquí! (1988)
- Mamando Gallo (1988)
- Mezacladito Vol. 3 (1989)
- El Mandamás (1989)
- Soy Colombiano (1990)
- Alas De Olvido (1990)
- Internacionales (1990)
- De Fiesta por el Mundo (1991)
- Mucho Lisandro Para Colombia Vol. 1 (1991)
- Amor Lindo (1991)
- Éxitos Colombianos (1991)
- Lisandro's Cumbia (1991)
- Y su Conjunto (1992)
- Infinito (1992)
- El Goool (1992)
- Mucho Para Colombia, Vol. 1 (1993)
- Lisandro's Cumbia (Kinex, 1993)
- 20 Grandes Éxitos (1993)
- El Macho (1993)
- Cumbias Colombianas (1994)
- El Sabanero Mayor (1994)
- Mi Razón de Ser (1995)
- El Mago del Accordion (1995)
- A Punta de Maíz (1995)
- La Suegra (1995)
- Por Que Usted Lo Ha Pedido (1996)
- El Rey Sabanero del Acordeón (1996)
- Pa'l Mundo (1996)
- De Parranda en Mi Casa Vol. 2 (1997)
- Solo Por Ti (1997)
- Benditas Mujeres (1998)
- El Sabanero (El Sabanero Mayor) (1999)
- Lisandro Meza: Éxitos Originales (1999)
- El Sabanero Mayor (Hay Amores que Matan) (1999)
- De Parranda en Mi casa. Vol. 1 (2000)
- Los Super Éxitos De Lisandro Meza (2000)
- El Embajador (2001)
- Con Mucho Sabor...! (Made in Colombia (Hecho en Colombia)) (2002)
- Pa’ Todo el Mundo (2003)
- Un Mundial de Éxitos (2003)
- El Rey Sabanero (2004)
- Su Majestad (2005)
- Navidades con Lisandro Meza (2006)
- Parapolítico No (2007)
- ¿Por qué no te callas? (2008)
- La Universidad de la Cumbia (2010)
- El Artista (2014)
- Sueño Americano (2016)
- De Parranda en Mi Casa Vol. 3 (2018)
- 63 Años de Vida Artística (2020)

## Composiciones
- Volvimos: grabada en 1980 en el álbum Volvimos de Daniel Celedón e Ismael Rudas de la agrupación "El Doble Poder".[7][8]
- ¡Upa ja!: grabada por el Binomio de Oro (Rafael Orozco & Israel Romero) en el álbum Festival Vallenato (1982).
- Baracunatana: grabada por Aterciopelados en 1996.
- Ocho Días grabada por Rodolfo Aicardi Con los Hispanos en 1969.